# Prémio Nicholas Appert
O Prémio Nicholas Appert é um galardão concedido anualmente desde 1942 pelo Institute of Food Technologists (IFT) de Chicago.
Este prémio criado em homenagem a Nicolas Appert distingue todos aqueles que se destacam pelo trabalho e desenvolvimento das tecnologia de alimentos.

## Laureados[1]
- 1942 - William V. Cruess
- 1943 - Samuel C. Prescott
- 1944 - C.E. Browne
- 1945 - A.W. Bitting
- 1946 - C.H.Bailey
- 1947 - C. Olin Ball
- 1948 - C.A. Elvehjem
- 1949 - Roy C. Newton
- 1950 - Thomas M. Rector
- 1951 - A.E. Stevenson
- 1952 - Edward M. Chace
- 1953 - Victor Conquest
- 1954 - Charles N. Frey
- 1955 - Charles G. King
- 1956 - Bernard E. Proctor
- 1957 - Emil M. Mrak
- 1958 - William F. Geddes
- 1959 - Berton S. Clark
- 1960 - Ernst H. Wiegand
- 1961 - Helmut C. Diehl
- 1962 - Arnold Kent Balls
- 1963 - Karl F. Meyer
- 1964 - Gail M. Dack
- 1965 - Harold W. Schultz
- 1966 - Maynard A. Joslyn
- 1967 - Michael J. Copley
- 1968 - Donald K. Tressler
- 1969 - Edwin M. Foster
- 1970 - Samuel A. Goldblith
- 1971 - Reid T. Milner
- 1972 - John C. Ayres
- 1973 - Hans Lineweaver
- 1974 - George F. Stewart
- 1975 - Ernest J. Briskey
- 1976 - Amihud Kramer
- 1977 - Richard L. Hall
- 1978 - Jasper Guy Woodroof
- 1979 - F.J. Francis
- 1980 - Evan F. Binkerd
- 1981 - Bernard S. Schweigert
- 1982 - Clinton O. Chichester
- 1983 - Steven S. Chang
- 1984 - John J. Powers
- 1985 - Alina S. Szczesniak
- 1986 - Marcus Karel
- 1987 - Elmer H. Marth
- 1988 - Owen R. Fennema
- 1989 - Fergus M. Clydesdale
- 1990 - Myron Solberg
- 1991 - Raymond J. Moshy
- 1992 - Irving J. Pflug
- 1993 - Wilbur A. Gould
- 1994 - Roy L. Whistler
- 1995 - Philip E. Nelson
- 1996 - Michael P. Doyle
- 1997 - H. C. Rudolf Heiss
- 1998 - Theodore P. Labuza
- 1999 - Robert G. Cassens
- 2000 - Aaron L. Brody
- 2001 - Adolph S. (Al) Clausi
- 2002 - Daniel F. Farkas
- 2003 - Dietrich Knorr
- 2004 - Larry R. Beuchat
- 2005 - Gustavo V. Barbosa-Cánovas
- 2006 - George E. Inglett
- 2007 - Todd R. Klaenhammer
- 2008 - Gilbert A. Leveille
- 2009 - Daryl Lund
- 2010 - R. Paul Singh
- 2011 - Dr. Malcolm Bourne
- 2012 - Casimir Akoh
- 2013 - Kenneth R. Swartzel
- 2014 - C. Patrick Dunne
- 2015 - Stephen Taylor
- 2016 - E Allen Foegeding
- 2017 - Jozef Kokini
- 2018 - Dennis Heldman
- 2020 - José Miguel Aguilera